# Dřevíkov
Dřevíkov je sídelní lokalita typu vesnice a název katastrálního území o rozloze 226,58 ha  s rozsahem poloh přibližně 534 až 579 m n. m. na území Železných hor v CHKO Žďárské vrchy, v rámci administrativně správním část obce Vysočina na Hlinecku v okrese Chrudim náležejícím do Pardubického kraje na území České republiky.
V roce 2017 registrováno přibližně devadesát stálých obyvatel a v roce 2018 celkem 67 objektů  s číslem popisným. Původně osada Dřevíkov byla v letech 1910–1960 součástí samostatné obce Svobodné Hamry, administrativně sloučené do té doby též se samostatnými okolními obcemi (Možděnice, Rváčov). Společně vytvořily s účinností od 1. ledna 1961 jednu obec s názvem Vysočina o rozloze 1790,13 ha a sídlem obecního úřadu v Dřevíkově.
Na katastrálním území Dřevíkov leží kromě stejnojmenné vesnice také sídelní lokalita Veselý Kopec, s expozicí lidové architektury a technického stavitelství, součást Muzea v přírodě Vysočina. V okrajových částech Dřevíkova se nacházejí malé samoty s názvy Jančouř a V Tobolkách. Katastrální území je součástí správního obvodu obce s rozšířenou působností Hlinsko, matrika je vedená na Úřadu městyse Trhová Kamenice.

## Geografie

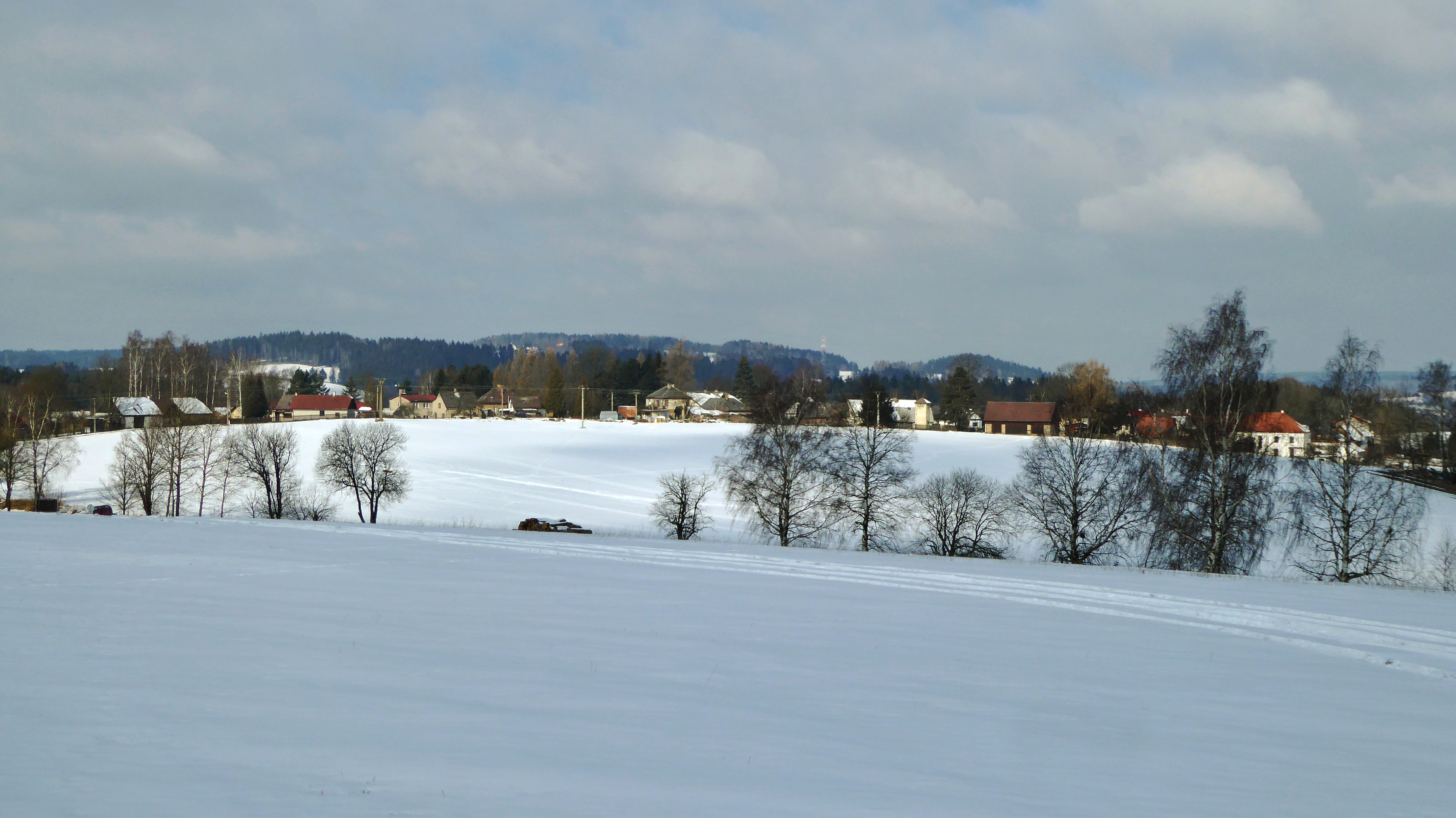
Dřevíkov v zimní krajině z vyvýšeniny Na Veselém Kopci (579 m n. m.), na obzoru Zuberský vrch (651 m n. m.)

Dřevíkov leží ve vrcholové části bezejmenné vyvýšeniny s nadmořskou výškou 571,5 m, přibližně 2,5 km na jihovýchod od městyse Trhová Kamenice a 6 km západně od města Hlinsko. Zástavba vesnice stojí při pozemní komunikaci III/3433, spojující silnici II/343 (úsek Trhová Kamenice – Hlinsko) a I/37 (úsek Trhová Kamenice – Údavy).
Vesnice s památkami lidového stavitelství (dřevěná zvonička, roubené chalupy, bývalá židovská ulička a hřbitov), v místě obchod a hostinec (Bouchalka), sídlo „Zemědělské a. s. Vysočina“, nástupce bývalého místního jednotného zemědělského družstva.
Geograficky je lokalita součástí členité Stružinecké pahorkatiny, geomorfologického okrsku Sečské vrchoviny v jihovýchodní části pohoří Železných hor. Nejvyšší bod leží na vyvýšenině Na Veselém Kopci (579 m n. m.), nejníže je situovaná hladina řeky Chrudimky v nadmořské výšce asi 534 m na rozhraní s katastrálním územím Svobodné Hamry.
Od Veselého Kopce vedena přes náves turistická trasa Klubu českých turistů zeleně značená, pokračuje k sídelní lokalitě Svobodné Hamry, v trase vlastivědná stezka Krajem Chrudimky (informační stanoviště č. 10 s názvem Dřevíkovská náves). Na návsi pomník obětem válek, I. světové války 1914–1918 a II. světové války 1939–1945, také rodný dům s pamětní deskou Františka Hrnčíře (1860 – 1928), učitele a spisovatele.
V roce 1976 postavena na návsi kopie starobylé venkovské zvoničky, do zvoničky zavěšen původní tři sta let starý zvon. Malá dřevěná stavba se zvoničkou (čtvercový půdorys se stanovou střechou, nad ní zvonička se stříškou, krytinou šindel) slouží také jako přístřešek čekárny autobusové zastávky (obdoba malé stavby v České Rybné).

## Historie

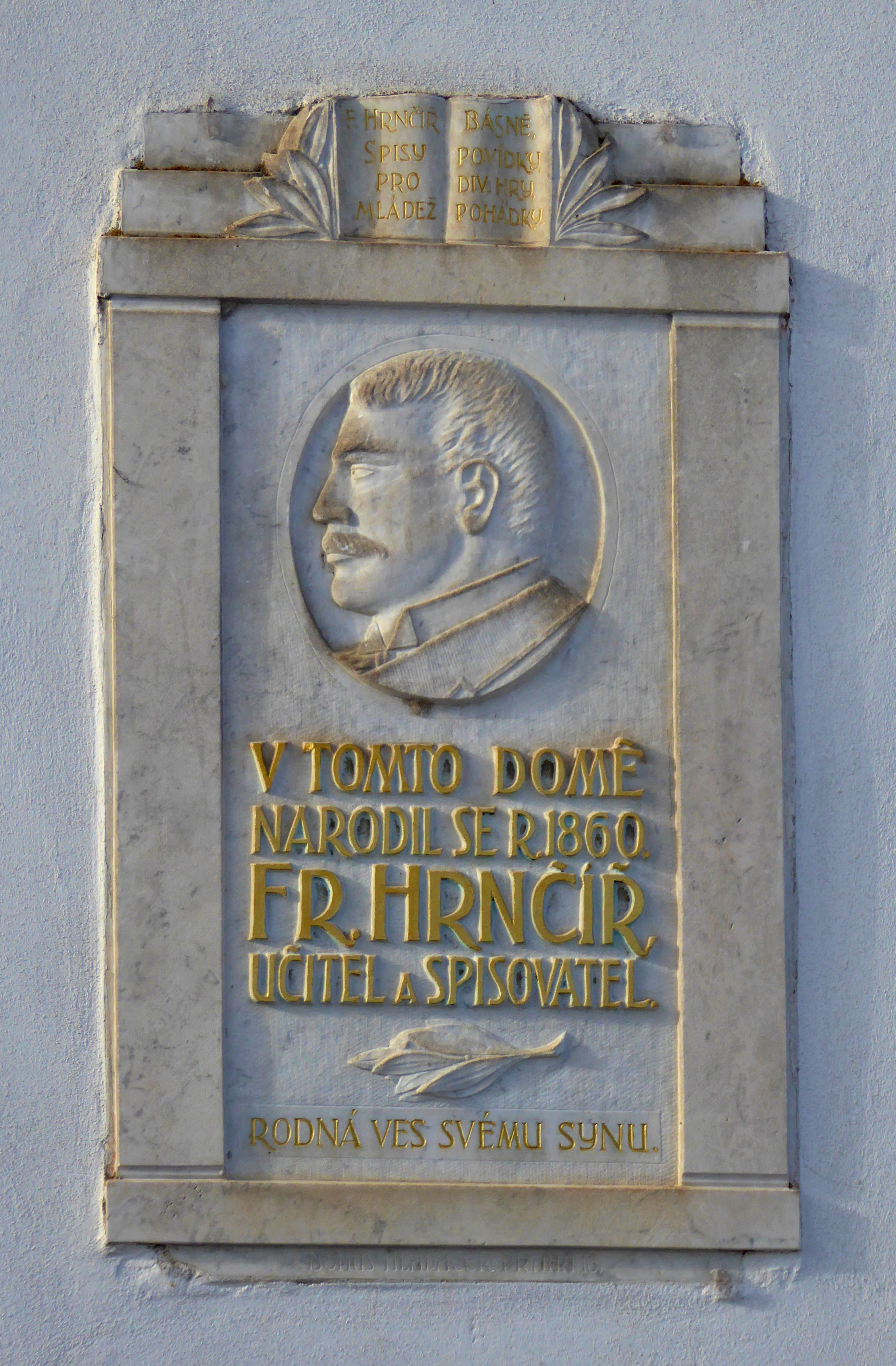
Pamětní deska věnovaná učiteli a spisovateli Františku Hrnčířovi, rodákovi z Dřevíkova

Původní osada vznikla při obchodní cestě na Moravu. První zmínka o ní pochází z roku 1542, kdy náležela do majetku pánů ze Slavíkova. Severně od návsi stával panský (poplužní) dvůr s pivovarem, s čímž patrně souvisí i samotné jméno obce, který se vykládá jako odvozenina názvu Dřevíkův dvůr. V 18. století připadl statek pod panství Svobodné Hamry. Koncem 18. století se v osadě uvádí celkem osm usedlostí, byly vykoupeny roboty a pozemky rozděleny mezi poddané. Chalupy obklopovaly náves, v roce 1701 na ní byla postavena jednoduchá dřevěná zvonička (v 19. století zvon ze zvoničky umístěn na lípu). Další zástavba pokračovala podél cesty a jižním směrem v lokalitě označované Na obci.
V roce 1847 zachvátil obec velký požár. Po něm následovala výstavba zděných domků namísto roubených chalup. V roce 1862 zničil další požár třetinu roubených chalup v severozápadní části obce. Na zděných stavbách lze nalézt znaky původních domů ze třetí čtvrtiny 19. století.
Pod lipami na návsi v roce 1830 dřevěný kříž, nákladem obce postaven nový, dne 22. srpna 1869 vysvěcený. Malá sakrální stavba, tzv. Boží muka na žulovém soklu, s datováním 1869 v horní stavební části, do ní upevněna základna kovového kříže, v dolní části se soškou Panny Marie, nad ní kartuše s nápisem „Já jsem vzkříšení i život“ a dekorativně upravený kříž s tělem Krista.
Malá sakrální stavba (Boží muka) také v jižní části zástavby (u obecního úřadu), na podstavci reliéf klečící světice a nad ní uveden rok 1868, do podstavce zabudován kovový kříž s tělem Krista, pod ním kartuše s nápisem „Já jsem život“. Postavit ji nechal Jan Nevole, český architekt s vlasteneckým cítěním, po roce 1863 statkář a majitel venkovského zámečku v nedalekých Svobodných Hamrech.
Zhruba v období 18. a 19. století v obci i židovská komunita, v roce 1701 příchod prvních rodin, na okraji lesa, asi 440 m od návsi, založen židovský hřbitov po roce 1740 (jiný zdroj uvádí v roce 1740, v památkovém katalogu Národního památkového ústavu uváděn lesní hřbitov před rokem 1740). V roce 1793 v obci 11 židovských rodin, synagoga a špitál (později v budově škola), zástavba budována od návsi východním směrem, z té doby pochází podle majitelů staveb její označení jako židovská ulička.
Se židovskými obyvateli v obci spojena v 19. století výroba drasla (potaš) z dřevěného popela v tzv. draslovně, vinopalnictví a zhotovování vlasových sítěk (tzv. necování) z vlasů vykupovaných od žen, například model nazvaný Butterfly byl vyroben i pro anglickou královnu.

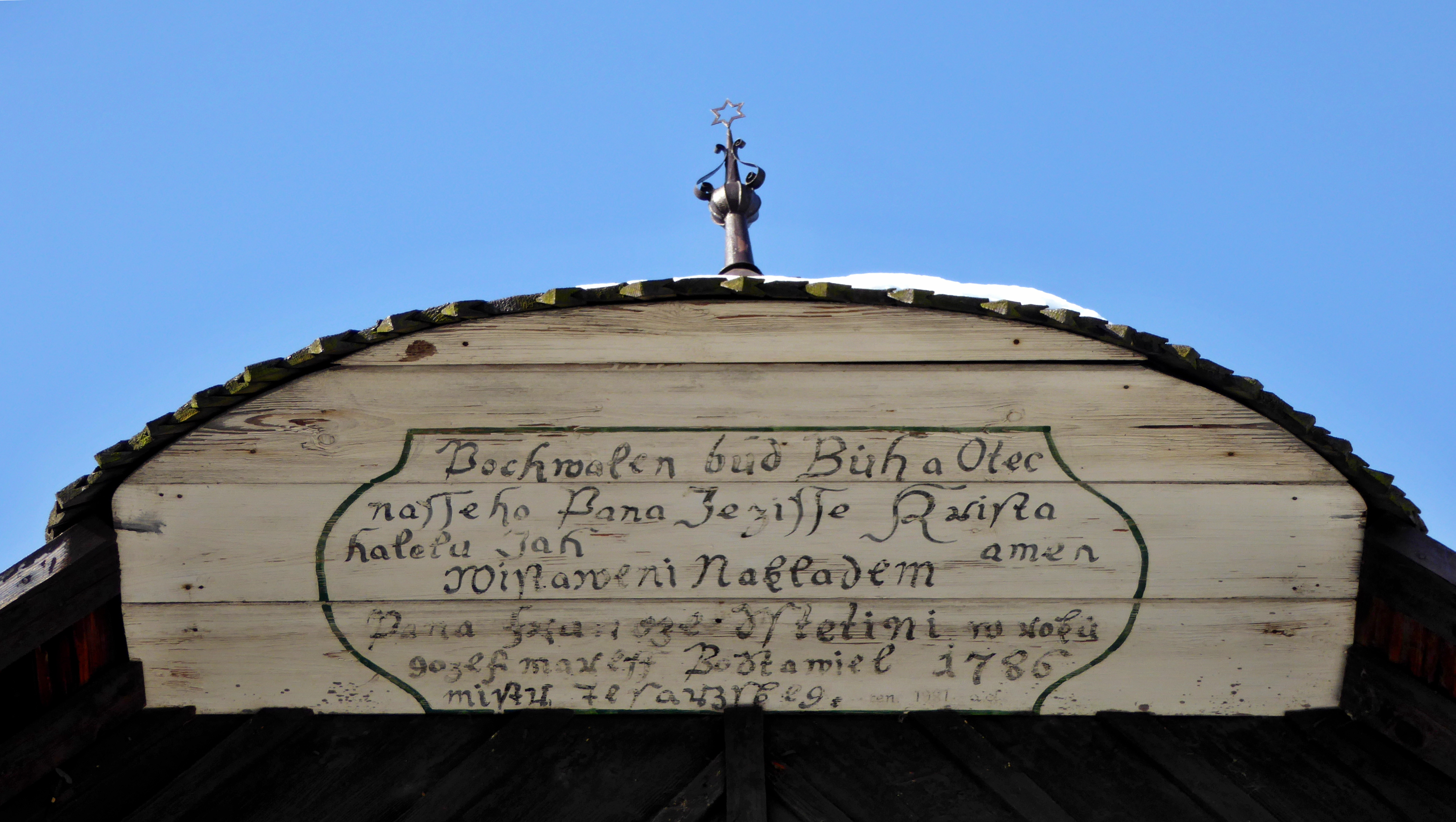
Vrchol štítu roubené chalupy čp. 26 s nápisem na záklopovém prkně, jméno Františka Štětiny a datování 1786

Rozšířené obchodování s vlasy žen v chudých poměrech kraje se stalo tématem v roce 1884 vzniklého spisovatelského triptychu nazvaného Z vlasařských pamětí (doporučen Janem Nerudou a otištěn v Národních listech), autorem učitel a spisovatel Karel Václav Rais. Spisovatel od podzimu 1877 do ledna 1882 vyučoval na škole v nedaleké Trhové Kamenici a ve své tvorbě se věnoval životu obyvatel v lokalitě. Příkladem může být i povídka nazvaná Jak hráli o králi Václavu (vyšlo časopisecky v roce 1888), odehrávající se v nedalekých Svobodných Hamrech. Ústřední postava v literární práci se týká osoby Františka Štětiny, sládka panského pivovaru a vlastníka chalupy v Dřevíkově (na tzv. záklopovém prkně ve štítu roubené stavby čp. 26 nápis se jménem majitele).
V Dřevíkově se narodil učitel a spisovatel František Hrnčíř , na rodném domě umístěna pamětní deska, byl přítelem Karla Václava Raise a od února 1882 učil spolu s ním ve škole v Hlinsku. Období působení K. V. Raise v Trhové Kamenici věnoval práci nazvanou Raisova první láska (publikováno v roce 1927, Věstník učitelských penzistů). František Hrnčíř se profiloval jako český vlastenec, spisovatelskou tvorbu věnoval zejména mládeži (básně, divadelní hry, pohádky, povídky) a historii, například práce:  Obrázky z dějin českých (1888), Evropa (1899), Dějepis národa českého (1911) aj. Jeho život a dílo zachycuje kniha František Hrnčíř (1860–1928) symbol českého učitelstva, autor Karel Rýdl, v roce 2009 vydaná Univerzitou Pardubice.

## Židovské osídlení

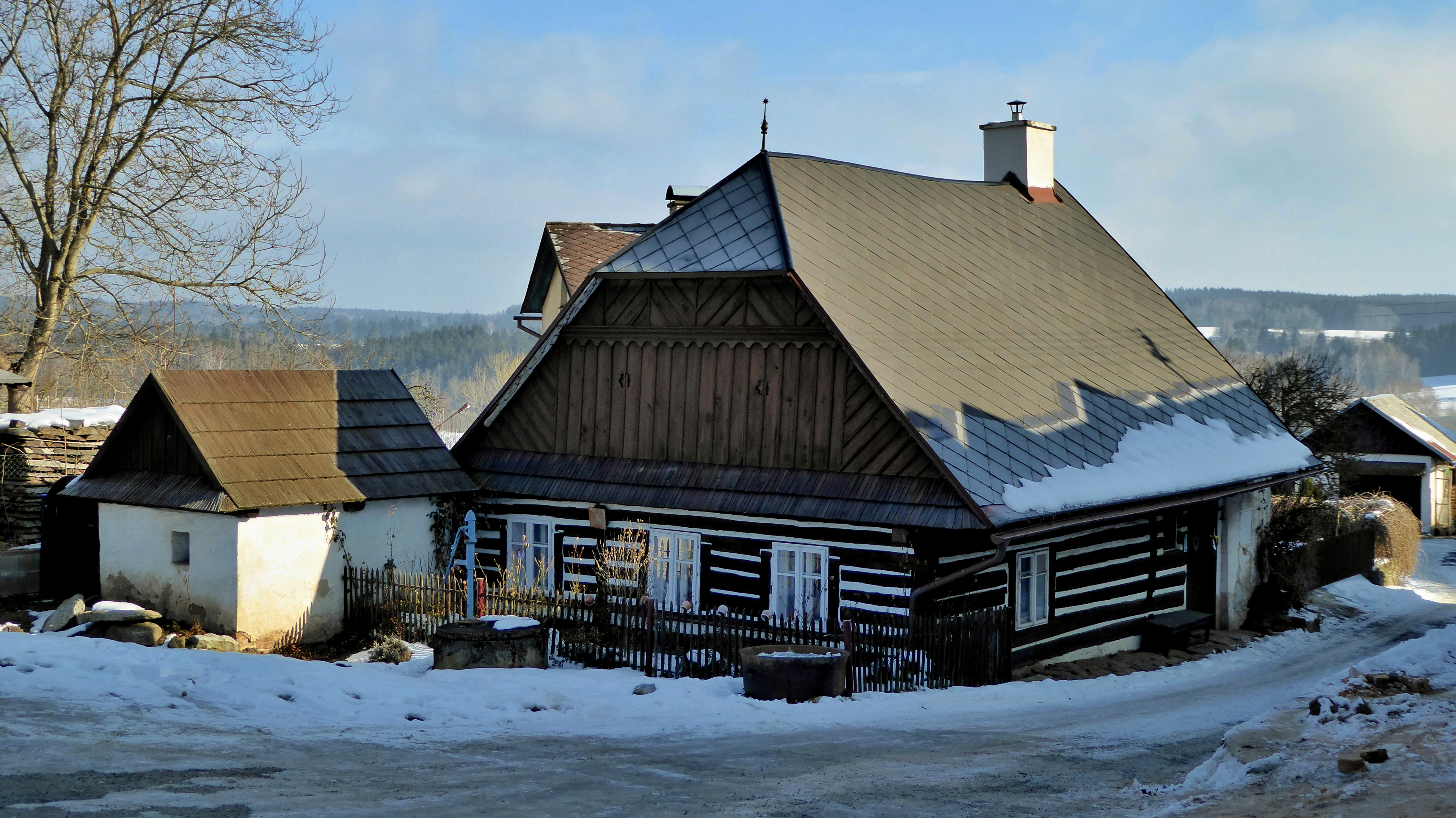
Roubená chalupa čp. 47 na východní straně návsi, vpravo bývalá židovská ulička

Koncem 17. století příchod židovských obyvatel, roku 1783 v obci 8 rodin, v letech 1793–1811 vzrostl počet na 17 až 18 rodin, v období let 1837–1849 na 25 až 30 rodin (přibližně polovinu obyvatel celé obce). Roku 1880 však v obci žilo jen 87 osob židovského vyznání (asi 27 % obyvatel) a v následujících letech se jejich počet dále zmenšoval, v roce 1900 to bylo 11 osob (3 % obyvatel obce). Poslední židovská rodina se z obce odstěhovala po roce 1910.

### Židovské památky
Od roku 1701 stavěla židovská komunita obydlí a další objekty zejména východně od návsi, směrem do polí, zástavba původně dřevěných staveb označována podle jejich vlastníků židovskou uličkou, jednotlivá stavení na sebe na pravé straně uličky navazovala (tzv. řadová zástavba, původně sedm objektů, dochováno později pouze pět). Po zničujícím požáru v roce 1847 výstavba obydlí v městském způsobu (zděná a bez hospodářských budov). Židovské rodiny však žily i v jiných částech vesnice.
Některé objekty zachovány (roubené chalupy čp. 26 nebo čp. 47), v průběhu doby také stavebně upravovány, například po zániku židovské komunity v obci byla v roce 1921 přestavěna synagoga na obytný dům, upravován také bývalý Fuchsův dům (čp. 36, lidově nazývaný Fuchsák), obytný objekt se školou (čp. 45), částečně zachovány bývalá vinopalna a draslovna (malá stavba u roubené chalupy čp. 47, vlevo při začátku bývalé židovské uličky).
Soubor objektů nazvaný židovská ulička (bývalá škola čp. 45 a roubená chalupa čp. 47 s malou stavbou draslovny) je od 3. května 1958 nemovitá kulturní památka evidovaná v Památkovém katalogu Národního památkového ústavu.

#### Synagoga
Synagoga postavena asi ve druhé polovině 18. století na východním konci židovské uličky, doložena v roce 1790, bohoslužby asi až do konce 19. století. Od roku 1921 objekt čp. 43 veden jako obytný dům.

#### Židovský hřbitov

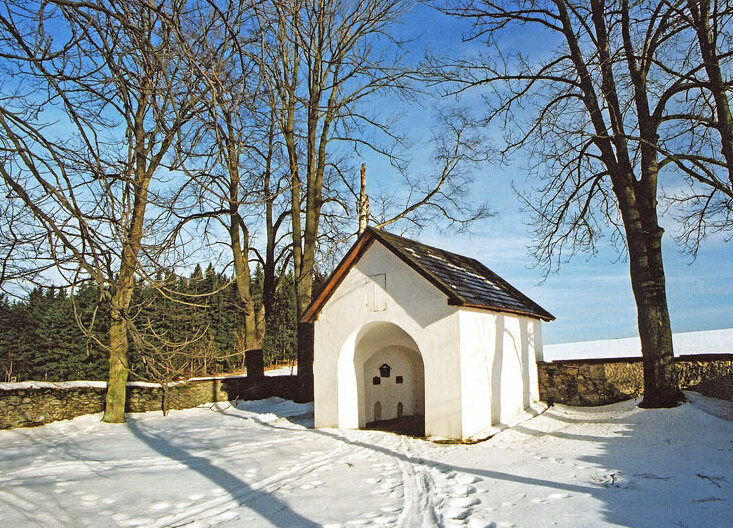
Židovský hřbitov v Dřevíkově

V 18. století severo-severozápadně (342°) od návsi, na kraji lesa, založen židovský hřbitov, původně s odvráceným vstupem od vesnice. V roce 1860 přestavěn a opatřen krytým vjezdem s márnicí a hlavní branou od vesnice (jiný zdroj uvádí rozšíření kolem roku 1870 nebo po roce 1876). Náhrobky barokního, klasicistního i mladšího provedení, většinou kamenného typu a také dva litinové, jeden jako exponát u železářského hamru (objekt Muzea v přírodě Vysočina, dříve Soubor lidových staveb Vysočina) ve Svobodných Hamrech.

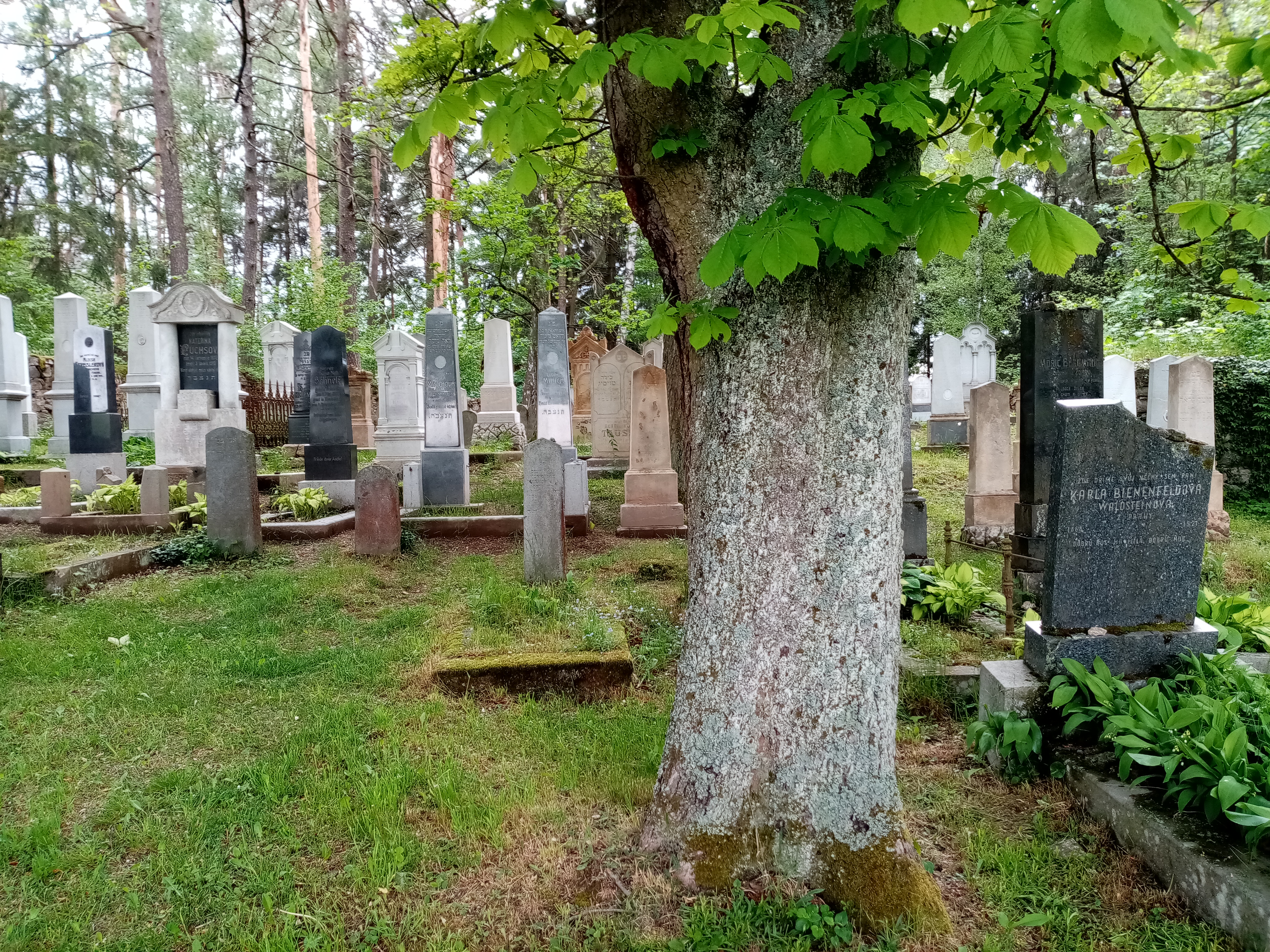
Náhrobky na židovském hřbitově v Dřevíkově

Z roku 1748 pochází nejstarší náhrobek, mezi nejstaršími z roku 1761 také náhrobek Ašera ben Jicchaka. Na hřbitově se pohřbívalo do roku 1940 (do roku 1904 i Židé z města Hlinsko), pak postupně pustl. V 70. letech 20. století restaurován místními obyvateli pod vedením Luďka Štěpána, zakladatele expozic lidové architektury na Veselém Kopci a v památkové rezervaci Betlém v Hlinsku (součást Muzea v přírodě Vysočina), v bývalé márnici upevněny fragmenty poškozených barokních náhrobních kamenů.
Jeden z posledních tří (dva v Židovském muzeu v Praze) dřevěných náhrobků v Čechách z období 1. světové války v areálu hřbitova až do roku 1985, poté umístěn do depozitáře bývalého Souboru lidových staveb Vysočina, od 11. prosince 2018 pod názvem Muzeum v přírodě Vysočina součást Národního muzea v přírodě.
Židovská obec v Praze vlastníkem hřbitova, od 3. května 1958 nemovitá kulturní památka evidovaná v Památkovém katalogu Národního památkového ústavu.

## Sport a kultura

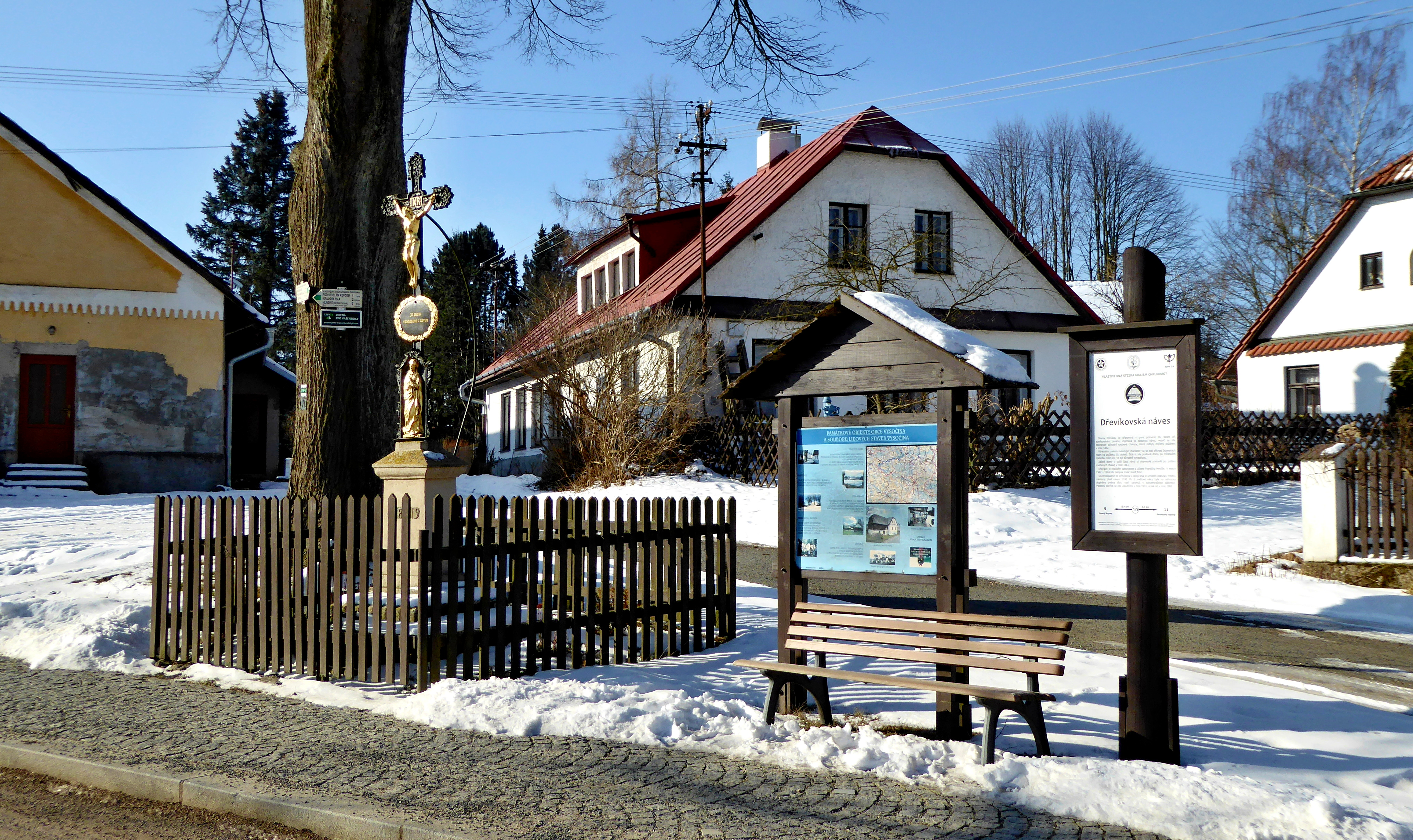
Boží muka z roku 1869 a informační tabule vlastivědné stezky Krajem Chrudimky, na lípě turistický rozcestník

Na návsi rozcestník turistických tras nazvaný „Dřevíkov“, na zeleně značené turistické trase Klubu českých turistů v úseku Hlinsko – Králova Pila (Milesimov) – Veselý Kopec – Dřevíkov – Svobodné Hamry, v trase v roce 2009 obnovená vlastivědná stezka Krajem Chrudimky a také již v roce 1937 otevřená turistická cesta Františka Kavána (obnovena v roce 2007).
Sídelní lokalitou vedena dálková cyklotrasa č. 1 (Praha – Brno) v úseku: Trhová Kamenice – Svobodné Hamry – Dřevíkov – Hlinsko a z ní odbočuje cyklotrasa č. 4187 (úsek Dřevíkov – Možděnice – Slavíkov – Křemenice).
Hlavním organizátorem kulturních a sportovních aktivit místní Sbor dobrovolných hasičů (založen v roce 1920). Kulturní akce reprezentují například letní country bály, tradiční masopustní obchůzky a slavnosti kácení máje, ze sportovních aktivit hasičské soutěže a fotbalové zápasy. V nedalekých Svobodných Hamrech také například devítijamkové golfové hřiště.

## Doprava
Vesnicí vedena silnice III/3433, spojuje komunikace I/37 a II/343, na návsi autobusová zastávka pojmenovaná „Vysočina, Dřevíkov“, například v roce 2014 spojení s Pardubicemi, Chrudimí, Slatiňany, Nasavrky, Hlinskem, Trhovou Kamenicí a Horním Bradlem, dopravce firma „František Pytlík – BUS Vysočina“.
Železniční doprava nejblíže na trati číslo 238 spojující krajské město Pardubice s Havlíčkovým Brodem (ve vzdálenosti asi 2,8 km železniční most přes Chrudimku mezi zastávkami Vítanov a Stružinec). Nejbližší železniční stanice Hlinsko v Čechách, veřejnou železniční dopravu vykonává národní dopravce České dráhy.